# Mallenahalli, Channarayapatna
Mallenahalli là một làng thuộc tehsil Channarayapatna, huyện Hassan, bang Karnataka, Ấn Độ.